# 手斧

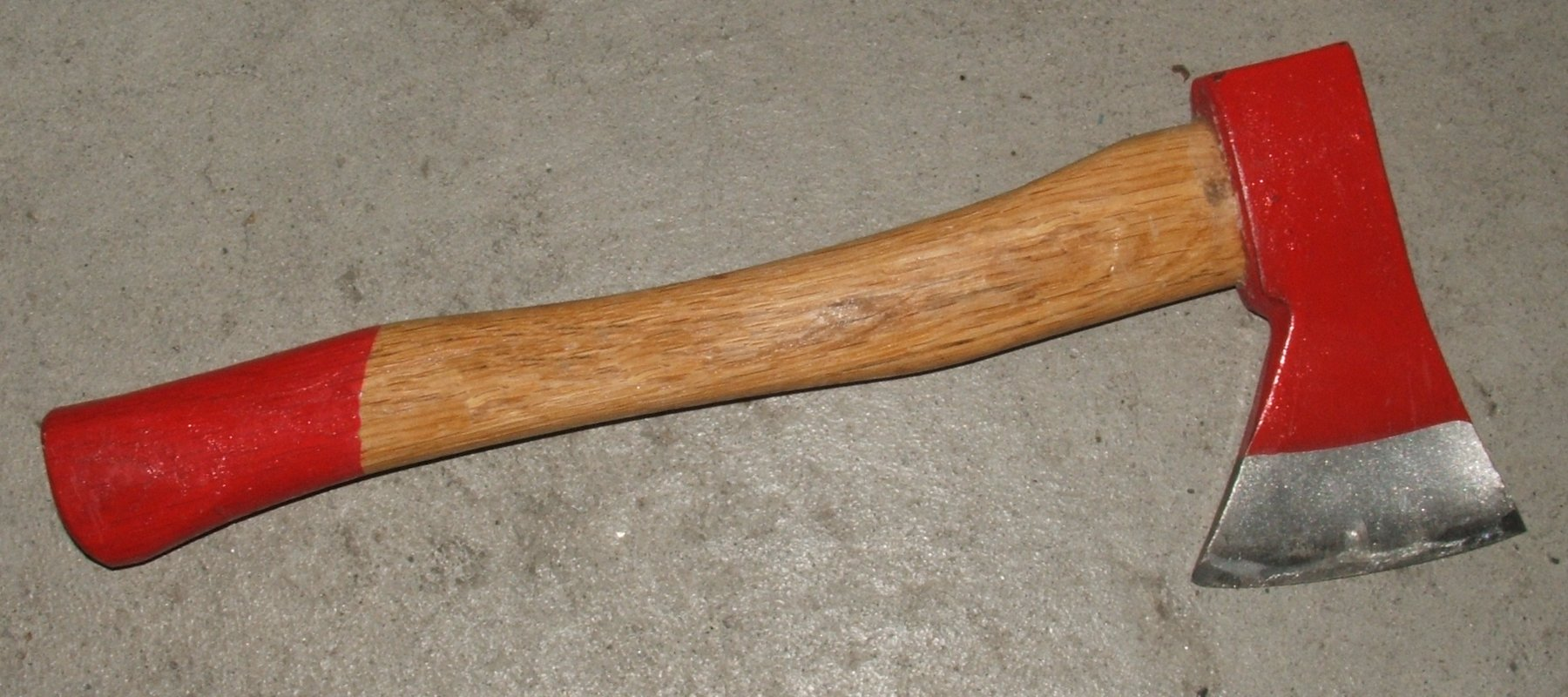
ハンドアックス。刃の反対側が金槌状になっていないことに注意。

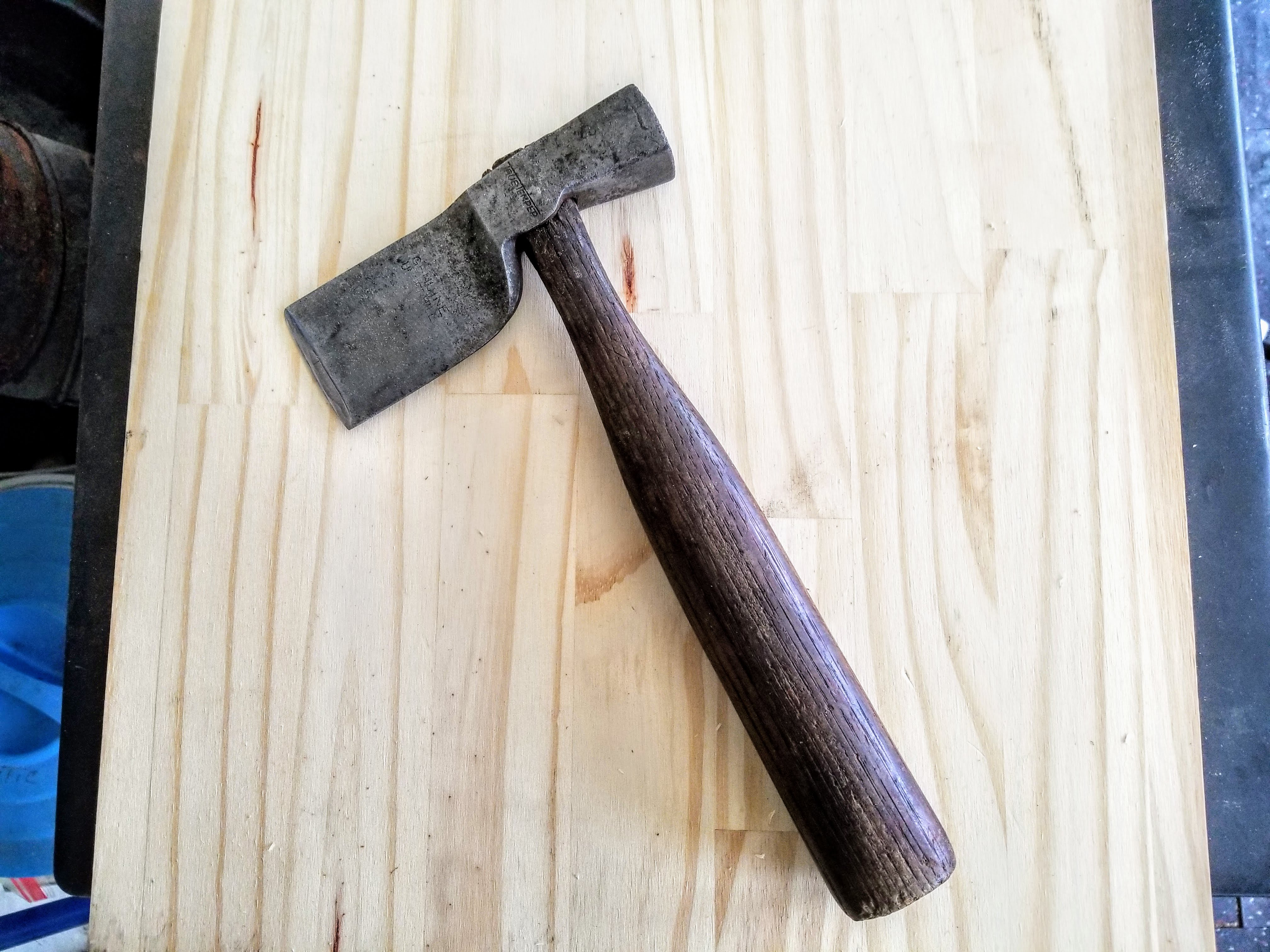
ハチェット。

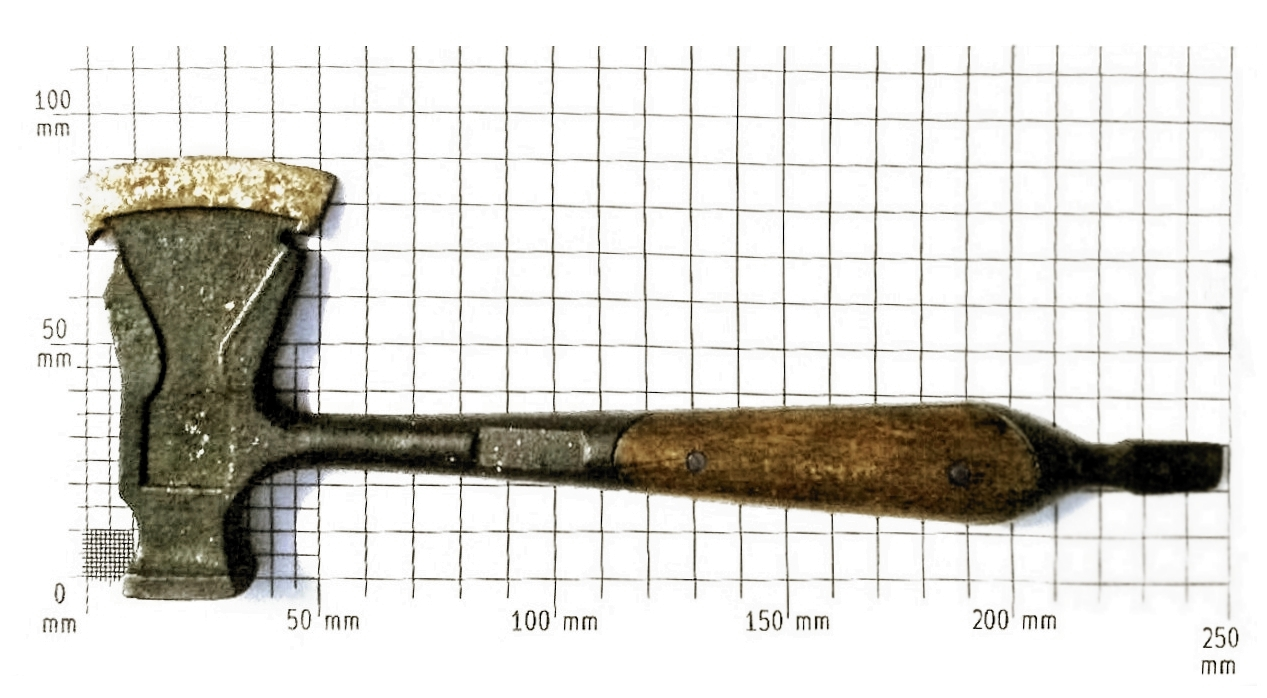
旧東ドイツ製のキャンプ用手斧。

手斧（ておの）は、おもに片手で振る小型の斧。おもに薪の小割りや枝払いなど、通常の両手で振るう斧よりも細かい作業に用いられる。ハンドアックス (hand axe)、ハチェット (hatchet) などとも称される。

## ハチェット
英語の「hatchet」は、古フランス語の「hachete」すなわち「斧」を意味し英語の「axe」に相当する「hache」の指小辞であり、その起源はゲルマン語派に求められる。一方に鋭利な刃をもち、片手で打撃を加える道具であり、木の切断や分割に用い、刃の反対側は金槌状に加工されている。ハチェットは製材に使い、丸太の表面を平坦にするために用いられることもある。この目的用にハチェットの刃を加工したものはヒューイング・ハチェット (hewing hatchet) と称される。
ハンドアックスとハチェットは、しばしば同義の言い換えできる言葉として用いられるが、本来は全く同じものではない。ハンドアックスは、小型の斧で、刃の反対側には平坦な底部があるが、ハチェットは金槌の頭部が付いている。

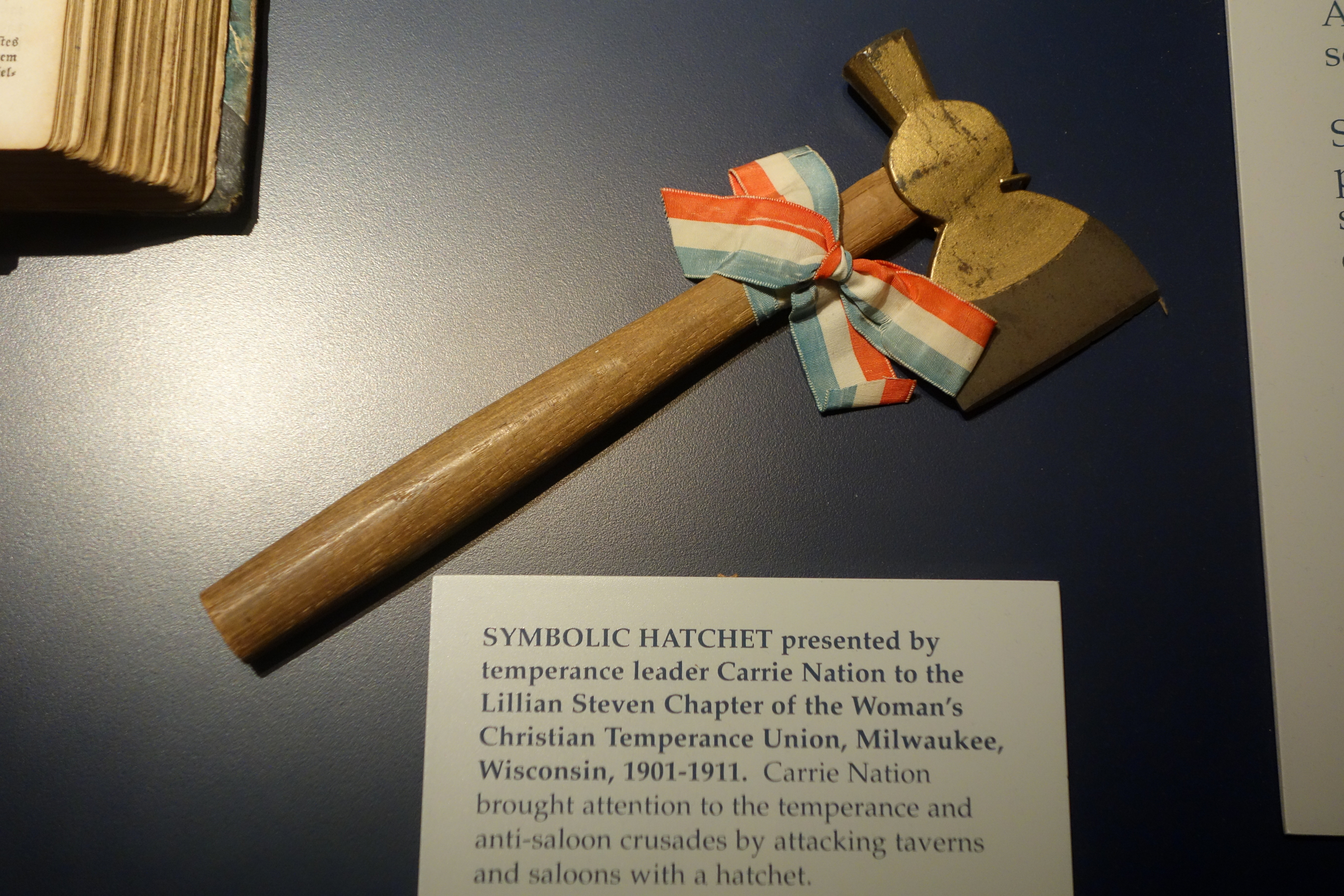
ウィスコンシン歴史博物館に展示されているキャリー・ネイションの斧

中英語において、「hatchet」は戦闘用の斧を指して用いられていた。